# Отеро, Энрикета
Энрикета Отеро Бранко (галис. Enriqueta Otero (Henriqueta Outeiro) Branco; 26 февраля 1910, Кастроверде, Галисия — 31 октября 1989, Луго, Галисия) — галисийская коммунистка, деятельница женского движения, участница национально-освободительной борьбы, учительница и партизанка.

## Биография
Родилась 26 февраля 1910 года в Миранде. После окончания учёбы в колледже в Луго в 1928 году, стала учительницей в школе в Рибадео. Затем преподавала и в других местах: Фонсаградеa, Фонтаpон, Баррейросе, Монтефуртадо, Вильягарсиа-де-Ароса, Сан-Эстебан-де-Гормасе. В 1936 году была направлена в Мадрид для прохождения курсов по работе с глухими, где познакомилась и вышла замуж за учителя-республиканца и присоединилась к Коммунистической партии Испании.

## Память
На похоронах Энрикету Отеро провожали как «последнюю галисийскую партизанку, галисийскую пассионарию». Её имя носит улица, Социальный центр и Женская ассоциация против насилия в Луго.

## Книги
- Ángel Rodríguez Gallardo. Letras armadas. As vidas de Enriqueta Otero Blanco. Lugo, Fundación Dez de Marzo. 2005